# Mesochorus fluvialis
Mesochorus fluvialis là một loài tò vò trong họ Ichneumonidae.